# Diadema
Diadema är en stad och kommun i Brasilien och ligger i delstaten São Paulo. Staden ingår i São Paulos storstadsområde. Kommunen hade år 2014 cirka 410 000 invånare. Diadema blev en egen kommun 1959.